# Kościół Matki Bożej Królowej Polski w Łoźnicy
Kościół Matki Bożej Królowej Polski w Łoźnicy – barokowy kościół orientowany, jeden z największych kościołów ryglowych na Pomorzu Zachodnim . Położony w centrum wsi Łoźnica, przy skrzyżowaniu dróg wiodących do Sobieszewa, Świętoszewa i Czermnicy.

## Historia
Data wybudowania pierwszego kościoła w Łoźnicy jest nieznana. W 1772 na miejscu starego kościoła wybudowano nową, ryglową świątynię, która dotrwała do naszych czasów . Jej fundatorem był wywodzący się z tej ziemi proboszcz katedry kamieńskiej Bogusław Henning von Köller , który ma tutaj również swój grobowiec. Około połowy XIX w. do kościoła dobudowano kaplicę grobową, która obecnie pełni funkcję zakrystii. Po II wojnie światowej kościół został poświęcony 25 maja 1946 roku . W dniu 5 grudnia 1963 roku kościół został wpisany do rejestru zabytków pod numerem 405 (nowy numer A-1270).

## Opis
Do zakrystii przylega współczesna, bezstylowa przybudówka, która pierwotnie pełniła funkcję salki katechetycznej. Kościół posiada trzykondygnacyjną, ryglową wieże, przykrytą dachem namiotowym. Wieża jest węższa od korpusu nawowego.
W prezbiterium znajduje się ołtarz z obrazem Matki Boskiej Częstochowskiej, bogato ozdobiony liśćmi akantu i flankowany przez figury aniołów. Pod obrazem umieszczono tabernakulum z symbolami krzyża, kielicha i winogron. Empora chóru muzycznego, wsparta na dwóch kolumnach, zawiera XVIII-wieczny prospekt organowy. Wśród wyposażenia znajduje się również barokowa ambona z bogato zdobionym korpusem i baldachimem. Na ścianach świątyni wyeksponowano stacje Drogi Krzyżowej.

## Wyposażenie
Kościół posiadał pierwotnie wyposażenie barokowe. Z obecnego wyposażenia na uwagę zasługuje:
- barokowa ambona
- empora chórowa z prospektem organowym z XVIII w.
- figury aniołów w prezbiterium
- dekoracyjna oprawa wejścia do dawnej kaplicy grobowej

Galeria
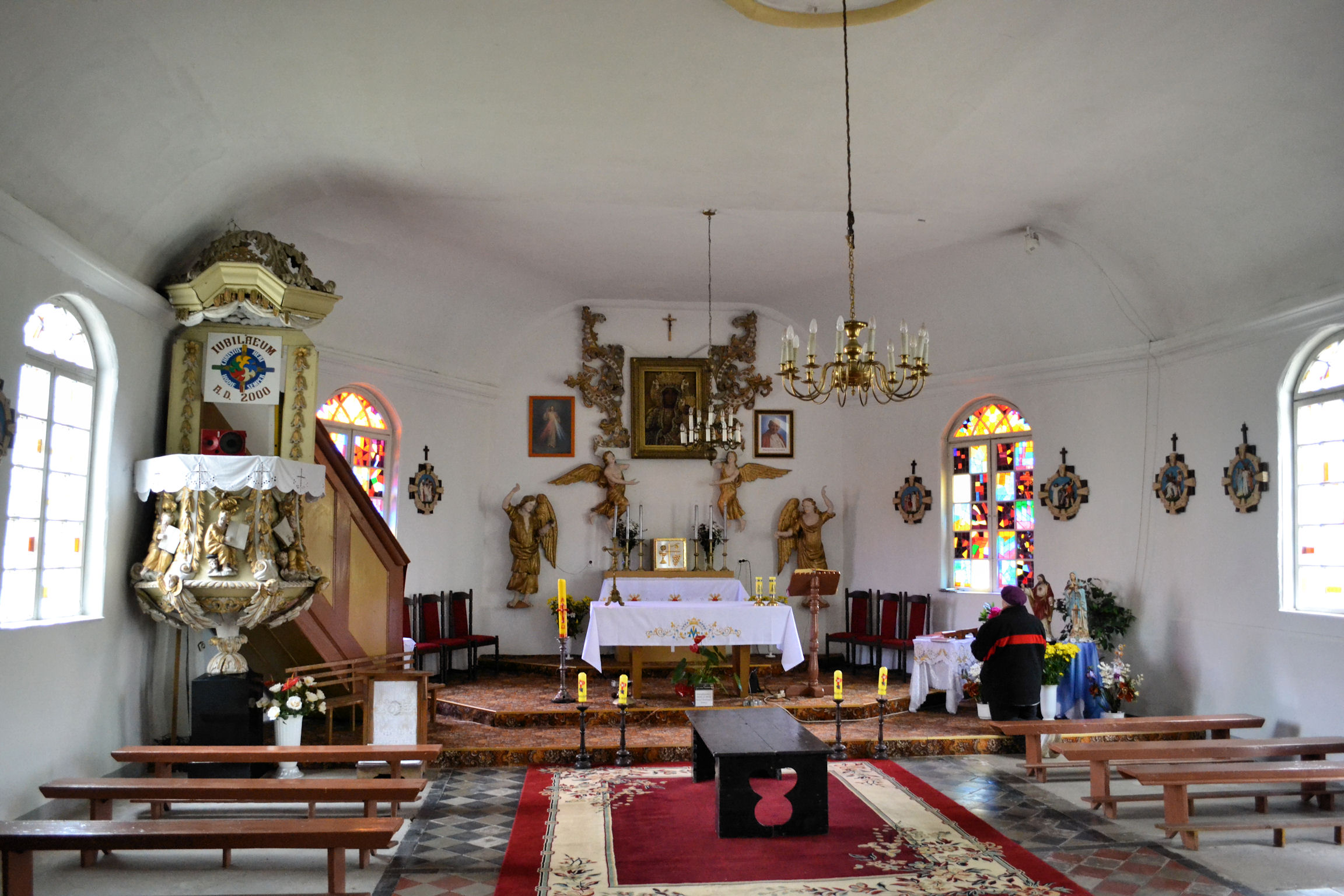
Wnętrze kościoła
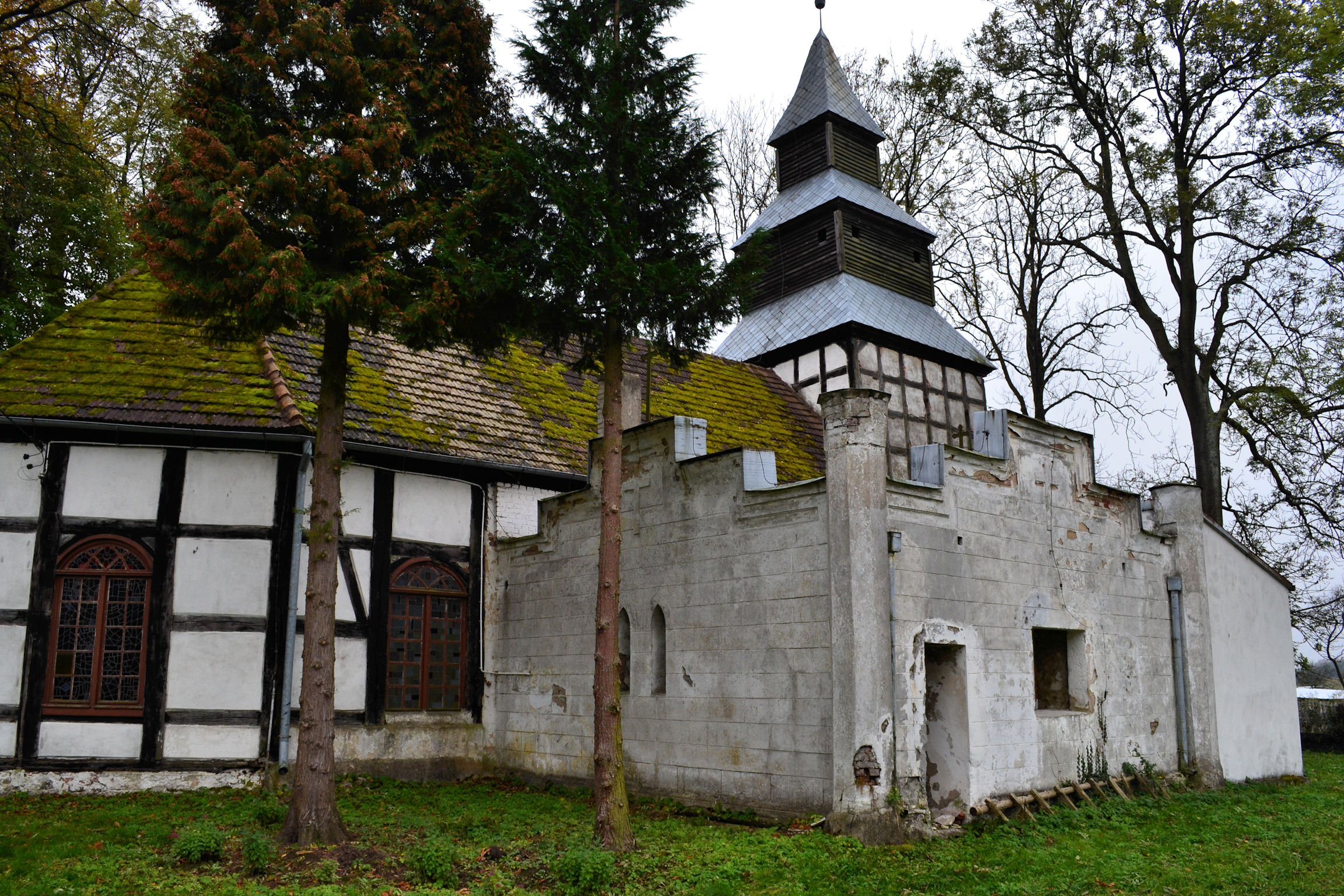
Kaplica grobowa (obecnie zakrystia)
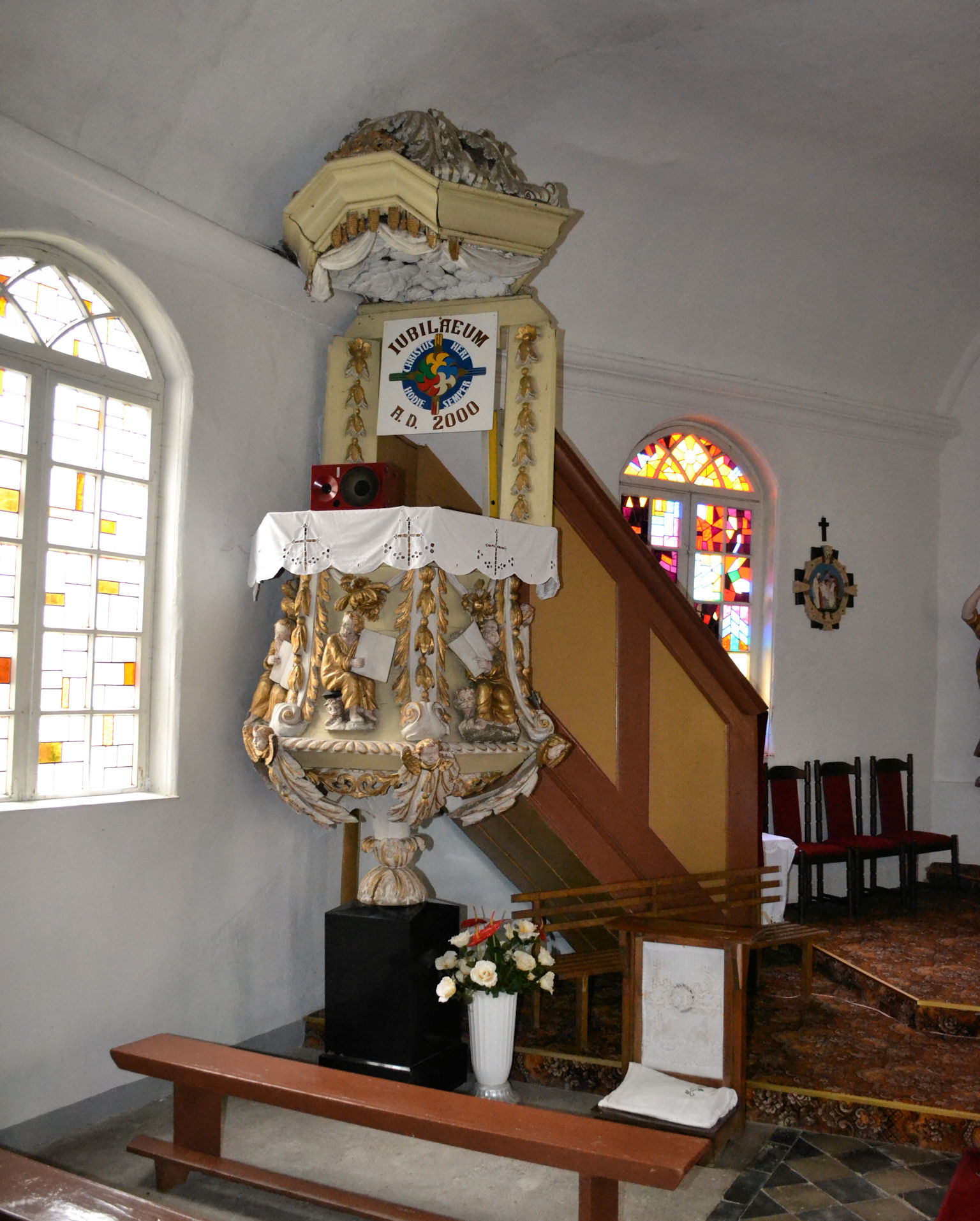
Ambona
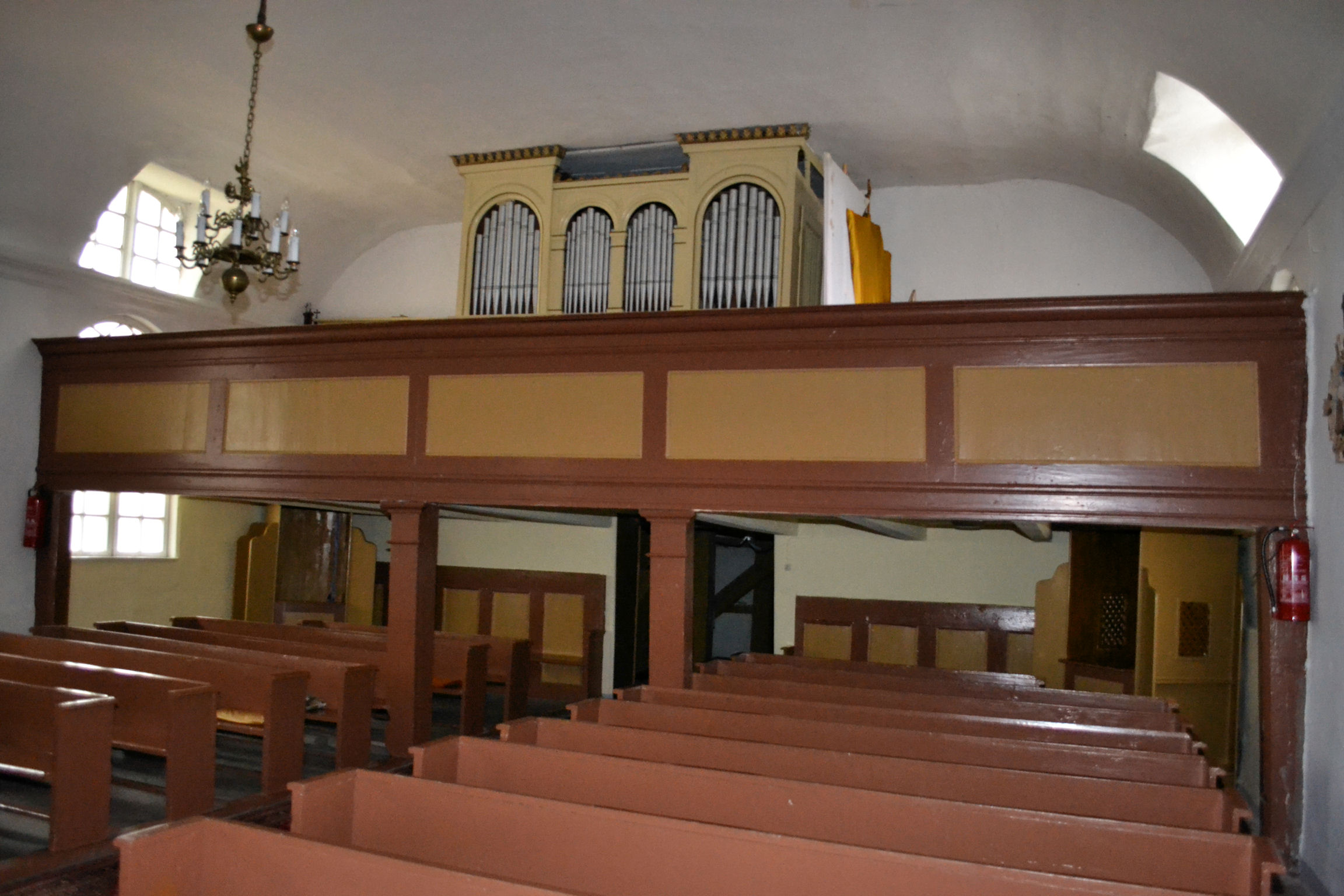
Empora organowa
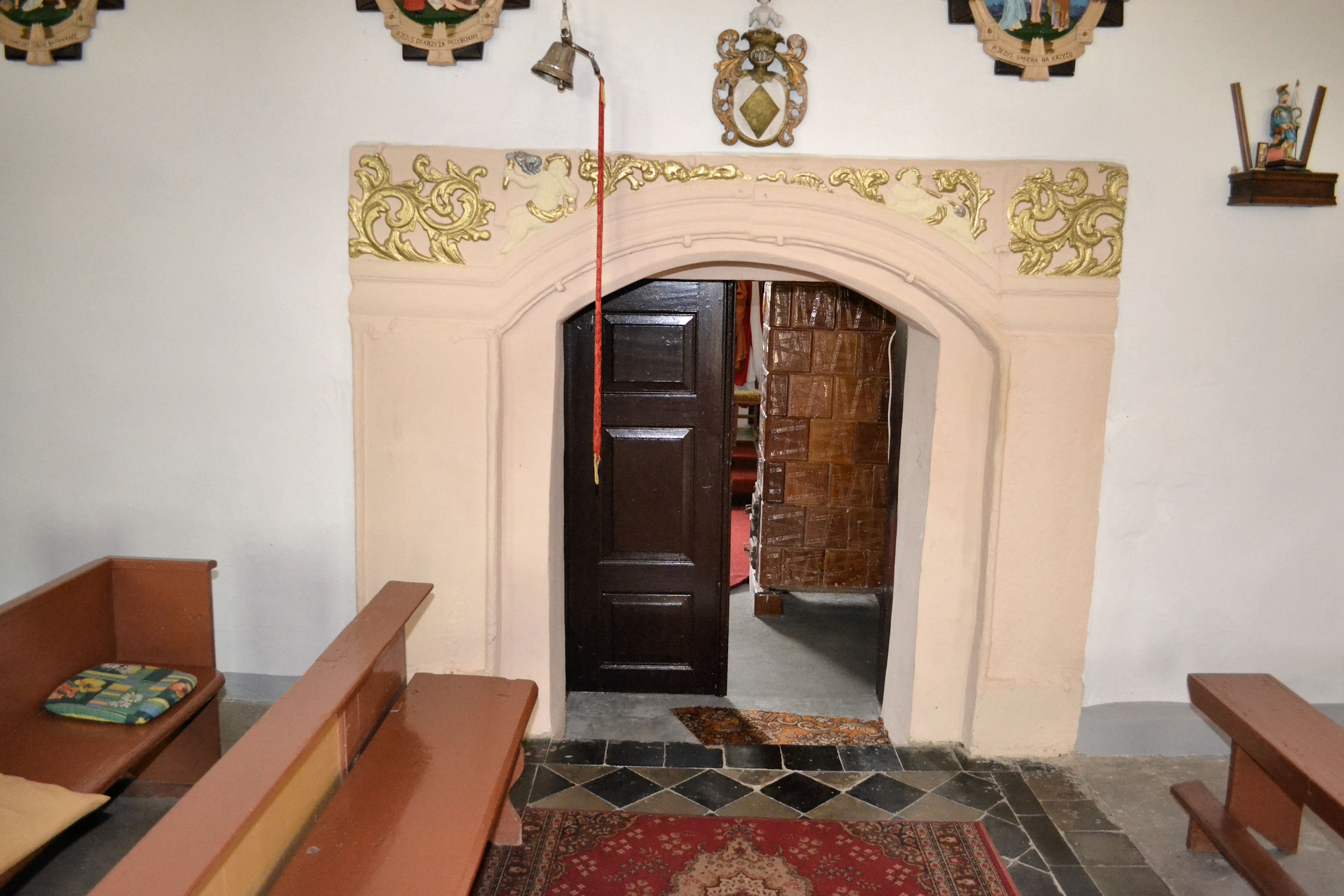
Wejście do dawnej kaplicy grobowej